# Glycyphagidae
Famille
Les Glycyphagidae sont une famille d'acariens.